# Apa
Pel que fa al caricaturista català, vegeu Feliu Elias.
Pel regne africà al modern Benín, vegeu Apà
Apa també Upu, Upe i Upi a les cartes d'Amarna, va ser un regne que el rei Subiluliuma I va conquerir en la seva primera campanya de Síria. Hom creu que podria tractar-se d'Apina, situada als voltants de Damasc, però probablement era un territori situat més al nord, segurament a la zona de frontera entre Mitanni i Egipte. Aquesta hipòtesi prové dels Fets de Subiluliuma, on el rei s'atribueix que havia arribat fins a les muntanyes del Líban però no és probable que el rei hitita baixés tant al sud.
La marxa de l'hitita cap a Apa des Qatna va provocar l'alarma del rei de Cadeix al que va declarar la guerra i va aturar la conquesta de la ciutat principal. Poc temps després Subiluliuma, després de derrotar Cadeix, va tornar a Apa, que tenia per rei a Ariwanna, i com a vassalls als nobles Wambadura, Akparu, i Artaya. A tots els va derrotar el rei hitita i van ser fets presoners. Subiluliuma es va emportar tots els tresors i ramats i juntament amb els presoners ho va enviar a Hattusa.
Apa va passar a mans d'Egipte en la primera expedició de Ramsès II poc després del 1300 aC, però els hitites la van reconquerir després de la batalla de Cadeix aproximadament l'any 1390 aC, i el rei Muwatal·lis II hi va deixar com a governador al seu germà Hattusilis rei de Hakpis. Passats aproximadament dos anys, Ramsès II va tornar a Síria-Palestina amb un exèrcit dividit en dues parts: una dirigida pel seu fill Amonherkhepsef que va dominar les tribus shosu del Nègueb i la mar Morta i als edomites i es va dirigir a Moab; i l'altra part, dirigida per ell mateix, va atacar Jerusalem i Jericó i després va entrar també a Moab i es va unir al seu fill i junts van marxar contra Hesbon i finalment van reconquerir Apa, moment en què Hattusilis va haver de tornar a territori hitita si és que no ho havia fet abans.